# Christian Junge
Christian Eduard Friedrich Junge (*  2. Juli 1912 in Elmshorn; † 18. Juni 1996 in Überlingen) war ein deutscher Meteorologe und Geophysiker. Er war ein Pionier in der Chemie der Atmosphäre.

## Leben und Werk
Junge studierte Meteorologie und Geophysik in Graz, Hamburg und Frankfurt am Main, wo er 1935 promoviert wurde (Übersättigungsmessungen an atmosphärischen Kondensationskernen) und bis 1937 Assistent von Franz Linke war. Im Zweiten Weltkrieg war er beim Reichswetterdienst. Ab 1950 war er Assistent von Ratje Mügge an der Universität Frankfurt und habilitierte sich dort 1953 (Die Konstitution des atmosphärischen Aerosols). Er war an den US Airforce Cambridge Research Laboratories in Bedford, Massachusetts, wo er Aerosolmessungen mit Ballons in der Stratosphäre unternahm. Dabei entdeckte er in 20 km Höhe eine Aerosolschicht, die aus Schwefelsäurepartikeln und nicht wie erwartet aus kosmischem Staub bestand (sie wurde nach ihm benannt). 1961 wurde er ordentlicher Professor für Meteorologie und Geophysik an der Johannes Gutenberg-Universität Mainz und leitete dort 1962 bis 1969 das Meteorologische Institut. 1968 wurde er Direktor der neu gegründeten Abteilung Chemie der Atmosphäre und physikalische Chemie der Isotope am Max-Planck-Institut für Chemie in Mainz. Dort bestand die Aufgabe zunächst darin, die Analytik auf Bereiche von einem Teil in einer Billion voranzutreiben. Junge selbst wandte sich zunehmend der chemischen Evolution der Atmosphäre zu. Er blieb bis 1976 Professor in Mainz und war danach bis 1979 Honorarprofessor. Im Ruhestand zog er nach Überlingen.
1952 veröffentlichte er eine Formel über Größenverteilung von Aerosolen in der Atmosphäre (Junge-Verteilung). 1963 begründete er mit seinem Buch Air Chemistry and Radioactivity, das auch international Anerkennung fand, die atmosphärische Chemie (Luftchemie).
1967 bis 1975 war er Präsident der Kommission für atmosphärische Chemie und globale Luftverschmutzung der  International Association for Meteorology and Atmospheric Physics (IAMAP, später in IAMAS umbenannt).
1968 erhielt er als Erster (mit Martin Rodewald) die Alfred-Wegener-Medaille für seine hervorragenden Verdienste um die Erforschung der Physik und Chemie der atmosphärischen Aerosolteilchen und der Chemie der atmosphärischen Spurenstoffe, mit besonderer Würdigung seiner unaufhörlichen Bemühungen, seine Forschungsergebnisse im Lichte des meteorologischen Gesamtgeschehens und der Allgemeinen Zirkulation zu sehen (Laudatio). Er war Ehrendoktor der Universität Frankfurt am Main. Er war Mitglied der Leopoldina (1964), der Mainzer und der Bayerischen Akademie der Wissenschaften (1974) und der American Academy of Arts and Sciences (1978). 1973 erhielt er die Carl-Gustaf Rossby Research Medal für seine fruchtbaren Forschungen und seine internationale Führungsrolle in der Untersuchung atmosphärischer Aerosole und der Chemie der Atmosphäre, die unsere Kenntnis der stratosphärischen Sulfat-Schicht, das Aerosol im Stratosphären-Hintergrund und die verwickelten Probleme der Verteilung mariner Aerosole und anderer Themen der chemischen Bilanz der Atmosphäre erweiterten (Laudatio).
1981 erhielt er das Große Verdienstkreuz des Bundesverdienstkreuzes.

## Schriften
- Air Chemistry and Radioactivity, Academic Press 1963